# 梅扎纳莫尔蒂列恩戈
梅扎纳莫尔蒂列恩戈（義大利語：Mezzana Mortigliengo），是意大利比耶拉省的一个市镇。总面积4平方公里，人口571人，人口密度142.8人/平方公里（2009年）。ISTAT代码为096033。